# Joseph Gabriel Lapointe
Pour les articles homonymes, voir Lapointe.
Joseph Gabriel Lapointe, né le 17 décembre 1767 à Rémilly (Trois-Évêchés), mort le 4 juin 1850 à Maizery (Moselle), est un militaire français de la Révolution et de l’Empire.

## États de service
Il entre en service le 19 septembre 1791, comme capitaine au 1er bataillon de volontaires de la Moselle, incorporé en l’an II dans la 163e demi-brigade de bataille, qui est amalgamée en l’an IV dans la 55e demi-brigade de ligne
Il fait les campagnes de 1792 à l’an IX, aux armées du Nord, de l’Intérieur, de l’Ouest, du Rhin et d’Italie. Il est nommé chef de bataillon sur le champ de bataille le 21 mars 1797, « pour s’être conduit, dit son brevet, avec distinction et bravoure dans toutes les batailles, affaires, combats, etc., et notamment au passage du Tagliamento. » Envoyé à Rouen après la cessation des hostilités, il y reste pendant les ans X et XI. Il reçoit son brevet de major le 22 décembre 1803, au 85e régiment d’infanterie de ligne, et il est fait chevalier de la légion d’honneur le 25 mars 1804.
Employé en 1805 et 1806, à la Grande Armée, et à l’armée de réserve, il participe à la campagne de Prusse, et le 12 novembre 1806, il est appelé au commandement des grenadiers et voltigeurs réunis. C’est à la tête de cette troupe d’élite, qu’en 1807, il fait la campagne de Pologne, et qu’il est blessé d’un coup de feu à la tête le 14 juin 1807, à la bataille de Friedland. Sa conduite durant cette journée lui vaut la croix d’officier de la Légion d’honneur le 28 juin 1807.
Il est nommé colonel le 10 novembre 1807, au 101e régiment d’infanterie, et il a rejoindre son régiment à l’armée de Naples, où il sert jusqu’au 1er janvier 1811, date de sa mise à la retraite. Il est créé chevalier de l’Empire le 2 mars 1811.
Il meurt le 4 juin 1850, à Maizery. 

## Dotation
- Dotation de 2 000 francs de rente annuelle sur les biens réservés en Westphalie le 19 mars 1808.

## Armoiries
| Armoiries | Nom du chevalier et blasonnement |
| --------- | --- |
|           | Chevalier Joseph Gabriel Lapointe et de l'Empire, lettres patentes du 2 mars 1811. D'azur à la bande du tiers de l'écu de gueules au signe des chevaliers légionnaires accompagnée en chef d'un dextrochère mouvant de sénestre, brassardé d'argent et tenant une épée haute du même montée d'or ; pour livrées : les couleurs de l'écu. |

## Sources
- A. Lievyns, Jean Maurice Verdot, Pierre Bégat, Fastes de la Légion-d'honneur, biographie de tous les décorés accompagnée de l'histoire législative et réglementaire de l'ordre, Tome 4, Bureau de l’administration, 1844, 640 p. (lire en ligne), p. 373.
- « Cote LH/1478/47 », base Léonore, ministère français de la Culture
- « La noblesse d’Empire » (consulté le 19 avril 2017)
- Vicomte Révérend, Armorial du premier empire, tome 3, Honoré Champion, libraire, Paris, 1897, p. 44.
- Commandant G. Dumont, Bataillons de volontaires nationaux, (cadres et historiques), Paris, Lavauzelle, 1914, p. 222.
- Pierre Brasme, La Moselle et ses soldats: Dictionnaire biographique des gloires militaires mosellanes, Editions Serpenoise, 1999, p. 127.